# Фрідріх Ернст Людвіг фон Фішер
Фрідріх Ернст Людвіг фон Фішер (нім. Friedrich Ernst Ludwig von Fischer, рос. Фёдор Богданович фон Фишер) — російський ботанік німецького походження. Директор Імператорського ботанічного саду в Санкт-Петербурзі у 1823—1850 роках.
У 1804 році він отримав медичний докторський ступінь в Університеті Галле, потім працював директором ботанічного саду графа Олексія Розумовського в Горенках (під Москвою). У 1808 році він підготував каталог рослин саду. У 1823 році імператором Олександром I призначений директором Імператорського ботанічного саду в Санкт-Петербурзі. Тут він брав участь у створенні гербарію і бібліотеки, а також плануванні численних наукових експедицій про Росії. В останні роки його життя, він служив медичним радником Міністерства внутрішніх справ.
У 1815 році він був обраний член-кореспондентом Шведської королівської академії наук. У 1841 році, його статус був змінений на іноземного члена.